# Autobahn 12 (Belgien)
Die belgische Autobahn 12, französisch Autoroute 12, niederländisch Autosnelweg 12 genannt, verläuft von der niederländischen Grenze bei Zandvliet bis nach Brüssel. Sie wird am Antwerpener Ring kurz unterbrochen und endet am Brüsseler Ring. Im Bereich Aartselaar zwischen Wilrijk und Boom ist die Autobahn unterbrochen und verläuft dort als Hauptstraße mit mehreren Ampeln und ist daher nicht kreuzungsfrei. Jedoch ist dieser Abschnitt auch dort als A12 ausgeschildert.

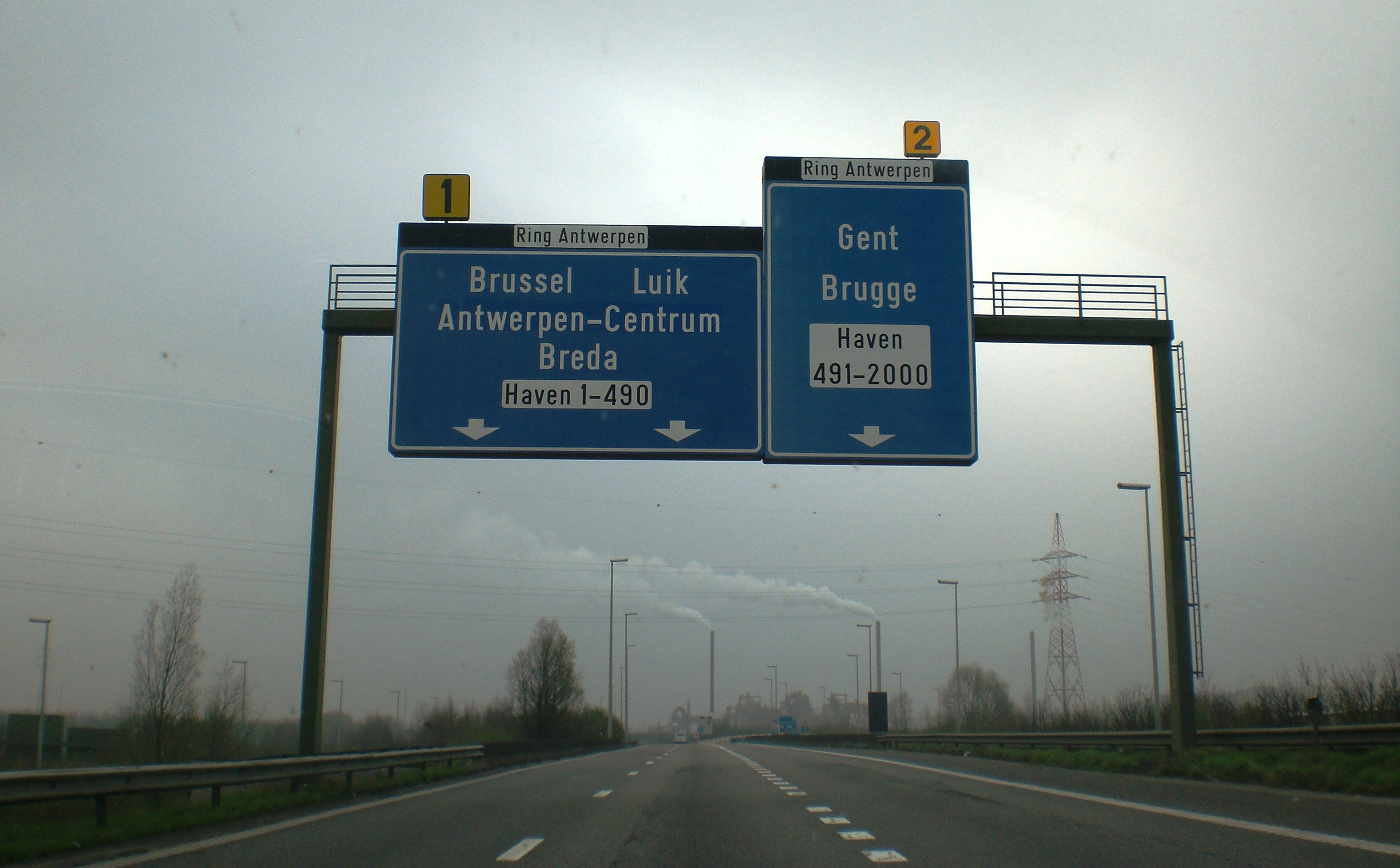
Die A12 nördlich von Antwerpen, am Autobahnkreuz Antwerpen Haven

## Geschichte
Als Teil einer geplanten direkten Verbindung zwischen den Häfen von Antwerpen und Rotterdam wurde die A12 bereits Ende der 1950er Jahre in die Planungen aufgenommen. Die Realisierung verzögerte sich aufgrund von Untersuchungen von verschiedenen Trassierungsvarianten in den 1970ern mehrfach. Schließlich wurde die Autobahn am 4. März 1993 vollständig fertiggestellt und eröffnet.

## Galerie

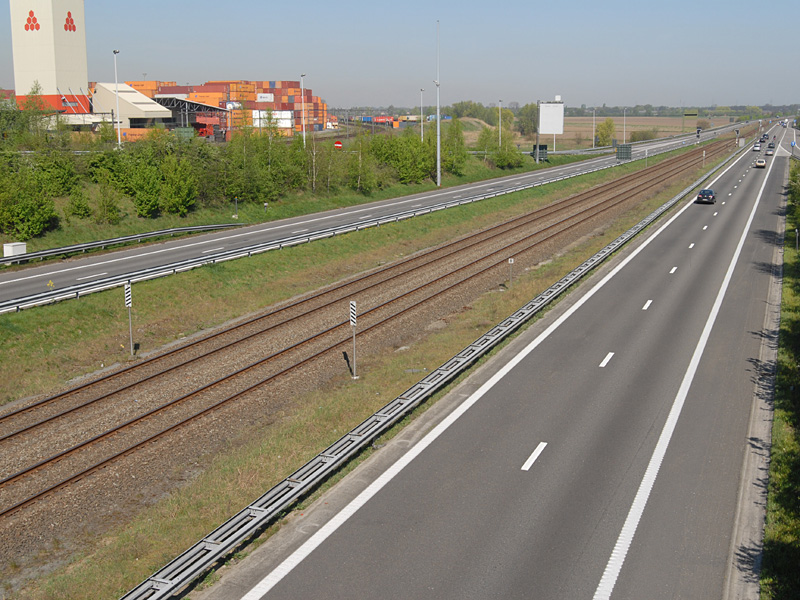
Die A12 verläuft in Verkehrswegebündelung neben der Eisenbahnlinie 11
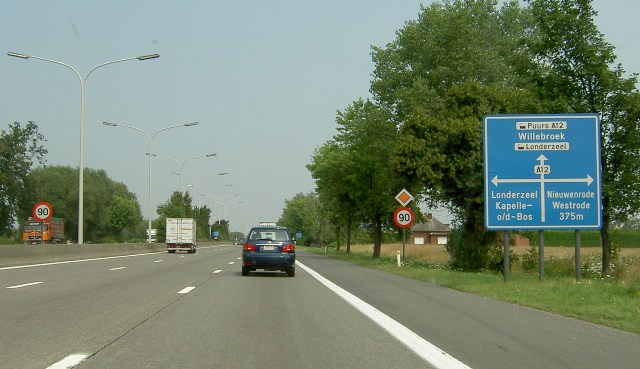
Die A12 in Richtung Willebroek
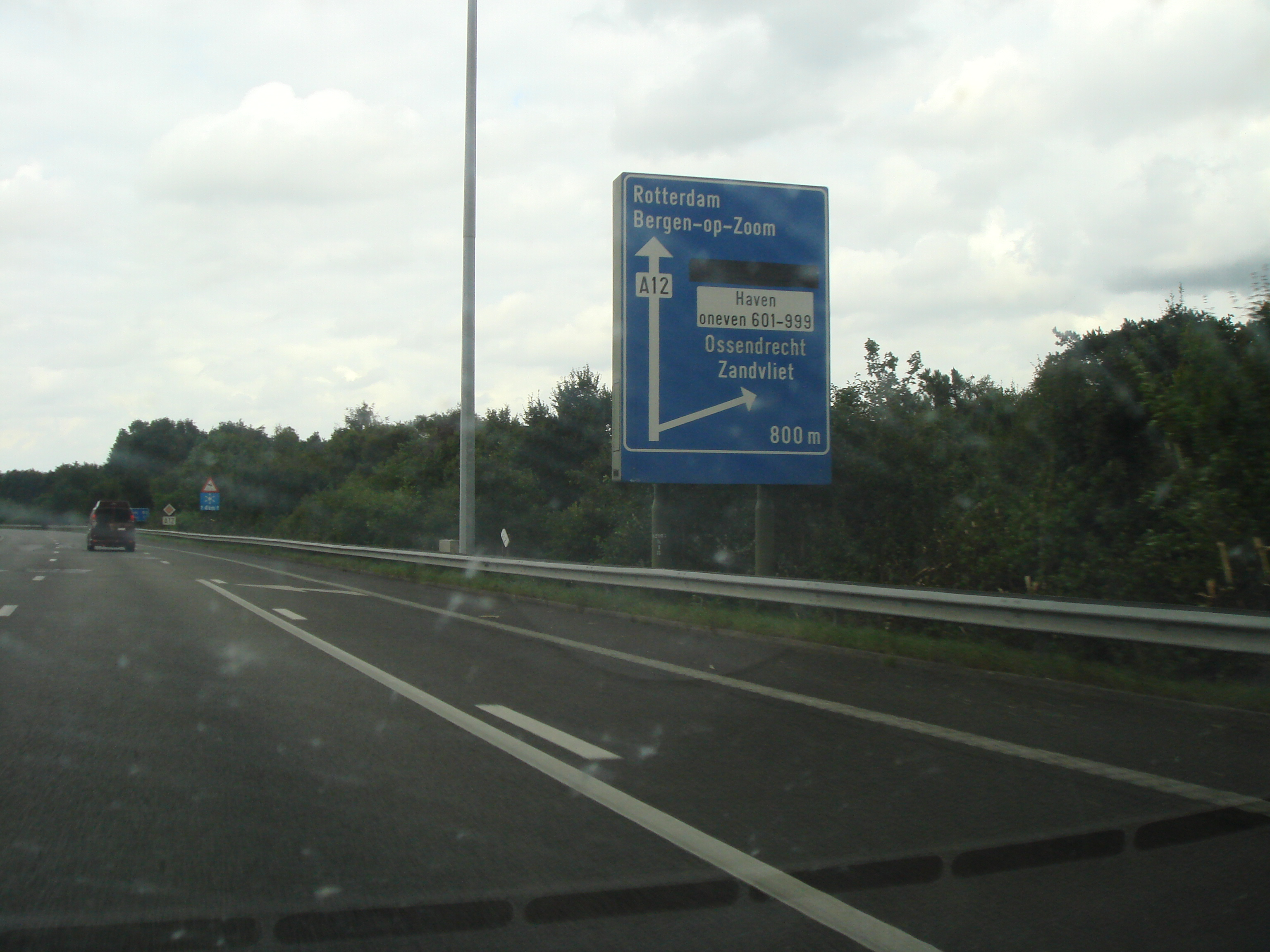
Die A12 bei Zandvliet, in Richtung Boom